# Pandero
El pandero es un instrumento rústico de percusión perteneciente al grupo de los tambores de marco dentro de la familia de los membranófonos. Es popularmente conocido en España, y más concretamente en el País Vasco, ya que forma parte de los instrumentos tradicionales de la zona. A pesar de no ser igual a la pandereta, existen similitudes entre ambos instrumentos y se conoce que también se originó en Mesopotamia, Medio Oriente, India, Grecia y Roma Pandereta, aunque los registros más tempranos conocidos hasta la fecha datan su uso (en España) desde el siglo XVI.
El pandero es un instrumento musical que tiene una presencia significativa en diversas tradiciones culturales, incluida la tradición bíblica. El pandero se utiliza durante la música religiosa y secular para agregar ritmo y melodía a las celebraciones y eventos festivos. 

## Estructura
Este instrumento rústico está formado por uno o dos aros de madera superpuestos de un diámetro de entre 20 y 40 centímetros y una anchura de entre uno y cinco centímetros. Estos aros suelen estar provistos de una (o dos) filas de media docena de pares de txindak o chapas metálicas circulares. A diferencia de la pandereta, no posee sonajas ni cascabeles y, normalmente, es de mayor tamaño. El aro también cuenta con una membrana de cuero estirada y lisa en uno de sus lados.

## Técnica
El pandero se puede tocar de diferentes maneras dependiendo del resultado sonoro que se quiera obtener. 
El pandero se sujeta con una mano y se toca la membrana de este con la otra. En todas las técnicas, la mano que más se mueve es aquella que no sujeta el instrumento.
La membrana del pandero se puede golpear con la mano abierta, cerrada, o con los dedos para conseguir un sonido firme y corto. También se pueden deslizar uno o dos dedos por la membrana mientras las yemas rebotan repetidas veces sobre la misma para conseguir un sonido de vibración de la membrana junto con las txindak. Es posible, también, agitar el instrumento para conseguir la vibración de las txindak únicamente. 
Existen canciones tradicionales vascas en las que se llega a golpear con la cabeza, codo o rodillas, pero es una excepción que no se ve a menudo. 

## Historia
El pandero ha sido empleado en la sociedad desde tiempos remotos, especialmente en el país euskera; incluso hoy en día, se siguen bailando danzas con la compañía de este instrumento. Además, es importante destacar que, en algunas regiones extranjeras, este instrumento es reconocido como tambour de basque. 
Según el Padre Donostia (1952), hay un registro del siglo XVI que menciona que Carlos IX, durante su visita a San Juan de Luz, disfrutaba observando a las jóvenes bailar. Todas las bailarinas llevaban consigo tamices-cedazos con cencerros imitando a pequeños tambores. Otra referencia del siglo XVII sobre el pandero relata que, en la llegada de Madame d'Aulnoy a Pasaia, «una batelera salió a recibirla con cincuenta compañeras, cada una portando un remo sobre el hombro. Marchaban en dos filas largas, y tres de ellas iban delante del cortejo tocando la pandereta de manera magistral. Tras saludar a Madame d'Aulnoy, las panderetas intensificaron su ritmo, emitieron fuertes gritos y realizaron una coreografía con los remos, saltando y bailando con gracia. Despidieron a la viajera con una danza y canciones, acompañadas por sus panderetas» (pág. 289).
En el artículo de Jesús Ramos (1990), se detalla que, según la lista de músicos que participaron en las festividades de Pamplona en el siglo XVIII, se registraron nueve panderistas, ocho actuando en solitario y uno acompañando a la guitarra. Entre ellos, seis eran originarios de Pamplona, dos de Aoiz y uno de Laguardia. En el siglo XIX, el libro Viaje por España escrito por el barón Charles Davilier en 1862 menciona: «Además del pandero, los vascos bailan al ritmo de la gaita, al igual que los asturianos y los gallegos, acompañados por el tamboril y la flauta» (pág. 68). En el artículo ´«Erregiñetan, o las fiestas de las mayas», el Padre Donostia señala: «Las compañeras cantan al compás de un pandero» (Donostia, 1916, pág. 4).

## Bíblicamente
En la Biblia, el pandero se menciona en varios pasajes tanto en el Antiguo como en el Nuevo Testamento. Su uso estaba asociado comúnmente con la música y la celebración.
Éxodo 15:20 "Y María la profetisa, hermana de Aarón, tomó un pandero en su mano, y todas las mujeres salieron en pos de ella con panderos y danzas."  Este pasaje describe cómo Moisés y los hijos de Israel cantaron y danzaron con panderos después de que cruzaron el Mar Rojo, celebrando su liberación de la esclavitud en Egipto, las mujeres celebran y alaban a Dios utilizando panderos y danzas.
Salmos 149:3 "Alaben su nombre con danza; Con pandero y arpa a él canten." Aquí se insta a alabar a Dios con danza, pandero y arpa, resaltando la importancia de la música y la expresión artística en la adoración.
Salmos 150:4 "Alabadle con pandero y danza; Alabadle con cuerdas y flautas." El salmo final destaca la variedad de instrumentos, incluido el pandero, que se deben utilizar para alabar a Dios.
Jeremías 31:4 "Aún te edificaré, y serás edificada, oh virgen de Israel; todavía serás adornada con tus panderos, y saldrás en alegres danzas." Aquí se describe la restauración de Israel en términos de alegría y celebración, con el uso de tamboriles y danzas.
En cuanto al significado del pandero en el contexto del arte y la adoración, suele asociarse con la expresión de alegría, celebración, alabanza y adoración a Dios. En la adoración cristiana contemporánea, el pandero y otros instrumentos musicales se utilizan para enriquecer la experiencia de adoración y expresar la alegría y gratitud hacia Dios. A través de la música y la danza, las personas pueden conectarse con lo divino y expresar sus emociones más profundas y sinceras.

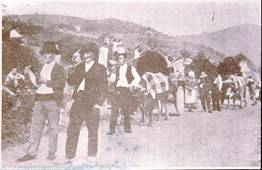
«Panderoa eta txistua». «Boda a la antigua usanza» (Enciclopedia General Ilustrada del País Vasco. Diccionario Auñamendi. An-Artazu. Arreo. 587 or.)

## Acompañando a otros instrumentos
El pandero se puede tocar junto con varios otros instrumentos al igual que con el canto. 
Desde el siglo XIX, el pandero se ha solido tocar tradicionalmente en conjunto con la trikitixa, instrumento similar a un acordeón pequeño. La trikitixa y el pandero están muy unidos, tanto es así que es muy difícil ver alguien tocando la trikitixa sin una pareja que juegue y marque un ritmo con el pandero.
A finales del siglo XIX, el pandero aparece acompañando a un txistulari (sin tamboril) en una imagen de una boda en Vizcaya, encabezando la hilera de carros que transportan el arreo.
El pandero se interpreta también en conjunto con otros instrumentos de cuerda y aire como guitarras, laúdes, bandurrias, flautas y clarinetes. Y en ocasiones, observamos que también acompaña al violín. El pandero puede utilizarse, además, como acompañamiento de la dulzaina. 

## Actualidad
Hoy en día, el pandero se sigue utilizando en la música tradicional vasca. Su presencia, junto con la de la trikitixa tiende a ser más abundante durante días festivos propios de algunos pueblos vascos al igual que durante festividades como la Navidad. 